# 纳塔莉·德希
纳塔莉·德希（法語：Nathalie Dechy，1979年2月21日—），法国职业网球运动员，曾获得美国网球公开赛女子双打（2006年、2007年）和法国网球公开赛混合双打（2007年）冠军。

## 外部連結
- 纳塔莉·德希的国际女子网球协会官方資料（英文）
- 纳塔莉·德希的國際網球總會 職業／青少年 官方資料（英文）
- Fed Cup - Player profile - Nathalie DECHY (FRA) （页面存档备份，存于）